# Alexovics László
Alexovics László (Erzsébetfalva, 1913. november 9. – Győr, 1986. április 28.) szobrász.

## Tanulmányai
Iskoláit Pesterzsébeten végezte, majd rövid ideig a Képzőművészeti Főiskolán tanult, de meghatározó mestere Körmendi Frimm Jenő volt, akinek művei faragásában segítkezett.

## Élete
1944-től élt Győrött, ahol jelentős érdemei voltak a művészeti élet szervezésében. 1955-től a megyei munkacsoport vezetője, melynek irányítását a 60-as évek elejétől átadta Horváth Istvánnak. Irányította a Képzőművészeti Kört, számos növendéke került művészpályára. Tíz évig volt a győri színház díszletfestőműhelyének vezetője is. Részt vett néhány országos (Vidéki művészek kiállítása, 1954., Tavaszi Tárlat, 1957.), és számos megyei és városi csoportos tárlaton. Portréi, kisplasztikái jelentősek. Háromszor nyert díjat megyei képzőművészeti pályázaton. 1958-ban Alba Regia emlékérmet kapott. Fontosabb önálló kiállítása Kaposvárott, Szombathelyen és Győrött volt. Tizenhét köztéri munkáját állították fel. 1980-ban a Győri Műcsarnokban rendezett retrospektív tárlatot. Néhány műve a Xántus János Múzeum tulajdona.

## Művei
- Liszt Ferenc mellszobra (1964)
- Radnóti Miklós mellszobra (1960)